# Monarcha Grenady
Monarcha Grenady – tytuł głowy państwa Grenada, którą obecnie jest król Karol III. Grenada jest jednym z królestw Wspólnoty Narodów (Commonwealth Realm), podobnie jak Saint Lucia czy Saint Vincent i Grenadyny, które związane jest unią personalną z Koroną brytyjską.

## Tytulatura
Tytuł Karola III jako króla Grenady brzmi:
- Charles III, by the Grace of God, King of Grenada and the Grenadines and His other Realms and Territories, Head of the Commonwealth
- Karol III, Z Bożej łaski król Grenady i jego innych Królestw i Terytoriów, głowa Wspólnoty Narodów.

Króla w Grenadzie zastępuje gubernator generalny.

## Monarchowie Grenady
- od 1974 do 2022 : Elżbieta II
- od 2022 : Karol III